# Consolata
Consolata  è un nome proprio di persona italiano femminile.

## Varianti
- Femminili
  - Alterati: Consolatina, Lina
  - Ipocoristici: Tina
  - Composti: Maria Consolata
- Maschili: Consolato

## Origine e diffusione
Dal nome mariano Consolata (per esteso Maria Consolata), titolo con il quale a Torino viene venerata la Madre della Consolazione, patrona della città assieme a san Giovanni Battista. Dal punto di vista etimologico, questo titolo mariano deriva probabilmente dalla lingua piemontese, in cui Consolatrix afflictorum, ovvero "Consolatrice degli afflitti", viene espresso in un conciso Conslà e, a seguito della successiva italianizzazione, è stato reso con l'aggettivo Consolata.
Storicamente, va ricordato che nel capoluogo piemontese si erge il plurisecolare Santuario della Consolata, uno dei più antichi luoghi di culto della città, dedicato per l'appunto alla Madonna della Consolazione; non a caso il pronao tetrastilo del portale reca la scritta latina Consolatrix afflictorum, per cui sarebbe più corretto chiamare la chiesa Santuario della Consolatrice, anche se ormai da secoli è indicata come la Consolata.
Consolata è uno dei numerosi nomi italiani che affondano le radici nel culto mariano: fra gli altri si ricordano Nives, Addolorata, Rosario, Catena e Sterpeta. In Spagna, inoltre, è molto diffuso un nome affine ma dal significato differente, ovvero Consuelo.

## Onomastico
L'onomastico ricorre il 20 o il 21 giugno, quando si festeggia la Madonna della Consolata, festa patronale in molte città italiane, oppure il 6 settembre in memoria di santa Consolata, martire venerata a Reggio Emilia. Un'altra santa con lo stesso nome, monaca di Genova, è invece ricordata il 5 dicembre

## Persone
- Consolata Golfo, meglio nota come Lella Golfo, giornalista e politica italiana

### Variante Maria Consolata
- Maria Consolata Betrone, al secolo Pierina Betrone, religiosa italiana
- Maria Consolata Collino, schermitrice italiana